# Cherry Moon
De Cherry Moon of Cherrymoon was van 1991 tot 2013 een discotheek in Lokeren, België, momenteel heropend als Radar.

## Geschiedenis
De Cherry Moon werd geopend op 1 februari 1991. Toen vijftien jaar later de interesse voor house steeds minder werd, heeft eigenaar Rudy Pincé besloten om de discotheek te sluiten na het oudejaarsfeest op 31 december 2005. Later is het pand verhuurd aan de discotheken 'Koloso' en 'The Building'. In februari 2008 heeft Pincé de discotheek weer geopend onder de oude naam Cherry Moon. Op zaterdag 17 augustus 2013 sloot Cherry Moon definitief de deuren. Volgens Rudy Pincé zal de zaal voortaan gebruikt worden voor evenementen.

Op 14 September 2019 opent de Cherry Moon als Radar met het "Cherry Moon - Return to homebase", en in november zakt ook de Greatest Switch van Studio Brussel af naar Radar. 
De stijl en link met de oude Cherry Moon blijft behouden.

## Cherry Moon Trax
Cherry Moon Trax is een groep dj's (Yves Deruyter, DJ Ghost (Björn Wendelen), Franky Kloeck) in wisselende samenstelling die singles uitbracht ter promotie van de Cherry Moon. Het bekendste nummer van Cherry Moon Trax is 'The House of House', welke regelmatig voorkomt op lijsten van beste housenummers ooit.
| Single met hitnotering(en) in de Vlaamse Ultratop 50 | Datum van verschijnen | Datum van binnenkomst | Hoogste positie | Aantal weken | Opmerkingen |
| ---------------------------------------------------- | --------------------- | --------------------- | --------------- | ------------ | ----------- |
| The House Of House                                   |                       | 25-06-1994            | 24              | 9            |             |
| Let There Be House                                   |                       | 3-12-1994             | 40              | 2            |             |
| Needle Destruction                                   |                       | 12-5-2001             | 25              | 9            |             |

## 1993
- Op 29 oktober 1993 werd de Cherry Moon op last van de burgemeester gesloten voor een periode van drie maanden. Oorzaak van deze sluiting waren klachten van omwonenden, verstoringen van de openbare orde en aangetroffen drugs onder de bezoekers.